# Canon EOS 1000D
Die Canon EOS 1000D ist eine digitale Spiegelreflex-Kamera (DSLR) von Canon und wurde am 10. Juni 2008 (in Japan als EOS Kiss F, in den USA als EOS Rebel XS) offiziell angekündigt. Ende Juli 2008 wurde sie auf dem Markt eingeführt. Sie ist sowohl mit der Canon 450D als auch mit der 400D, die sie als Einstiegsmodell der Canon-DSLR-Familie ablöst und von der sie den 10-Megapixel-CMOS-Sensor übernimmt, technisch verwandt. Die Modellbezeichnung mit vier Ziffern, unter der sie allerdings nicht in den USA und Japan vermarktet wird, deutet an, dass sie von Canon als Einsteigermodell in einer Klasse unterhalb der bisher preisgünstigsten Modelle mit dreiziffrigen Modellbezeichnungen, zum Zeitpunkt des Erscheinens der 450D, eingeordnet wird. Gegenüber dieser fehlen ihr einige bildgestalterische technische Möglichkeiten. Im Jahr 2011 wurde sie von dem Nachfolgemodell Canon EOS 1100D abgelöst.

## Technische Merkmale
Die Kamera besitzt einen 10-Megapixel-CMOS-Sensor. Der Autofokus arbeitet mit sieben Feldern. In der Kamera kommt ein DIGIC-III-Image-Prozessor zum Einsatz, der unter anderem einen Live-View-Modus ermöglicht. Zur Speicherung der Bilder können SD- und SDHC-Speichermedien verwendet werden.
Die Kamera besitzt im Weiteren folgende Eigenschaften:
- 6,3-cm-(2,5-Zoll)-TFT-Farbmonitor mit 230.000 Subpixeln
- 7-Punkt-AF (mittlerer AF-Punkt als Kreuzsensor)
- EOS-Sensor-Reinigungs-System
- Kontinuierliches Aufnehmen von bis zu drei Bildern pro Sekunde (514 JPEG- oder fünf RAW-Dateien)
- Canon EF/Canon-EF-S-Objektive
- NTSC/PAL-Video-Ausgang
- Unterstützte Dateiformate: JPEG, RAW (12 bit Canon original).
- Lithium-Ionen-Akku LP-E5, eine Akkuladung genügt für etwa 190–600 Bilder (ohne Blitz) bzw. für 180–500 Bilder (50 % der Bilder mit Blitz)
- Gewicht ohne Objektiv ca. 450 g
- DIGIC-III-Image-Prozessor